# Modła (Kalisz)
Pour les articles homonymes, voir Modła.
Modła est une localité polonaise de la gmina d'Opatówek, située dans le powiat de Kalisz en voïvodie de Grande-Pologne.